# Kania (powiat ostrowski)
Kania – wieś w gminie Sieroszewice, w powiecie ostrowskim, w województwie wielkopolskim, położona nad Prosną, około 28 km na południowy wschód od Ostrowa Wielkopolskiego, liczy 65 mieszkańców (dane z 31.12.2005).
Przed 1887 r. miejscowość przynależała administracyjnie do powiatu odolanowskiego, w latach 1975–1998 do województwa kaliskiego, a w latach 1887-1975 i od 1999 r. do powiatu ostrowskiego.
Szkolny ośrodek ostrowskiego I Liceum Ogólnokształcącego im. Jana Kompałły i Wojciecha Lipskiego.
Wysoki drewniany krzyż autorstwa Pawła Brylińskiego z 1859 roku. Zagrożony usunięciem przez hitlerowców podczas II wojny światowej, miał zawdzięczać ocalenie, według legendy, wstawiennictwu samego Hitlera. Po wojnie odrestaurowany przez mieszkańców.